# Museo delle belle arti di Lipsia
Il Museo delle Belle Arti di Lipsia (in tedesco: Museum der bildenden Künste) è un museo situato nella città di Lipsia, in Sassonia, in Germania.
Ha più di 10.000 m² di spazio espositivo, dove sono esposti 3.500 dipinti, 1.000 sculture e 60.000 opere grafiche. Copre ampi periodi della storia dell'arte dal basso medioevo ai tempi moderni, sebbene si concentri sulla pittura fiamminga del XV, XVI e XVII secolo, sull'arte italiana dal XV al XVIII secolo, arte olandese del XVII secolo, arte francese del XVIII secolo e arte tedesca dal XVIII al XX secolo.

## Collezioni
Tra le sue collezioni vi sono gli antichi maestri olandesi e tedeschi come Frans Hals e Lucas Cranach il Vecchio; romantici come Caspar David Friedrich e rappresentanti della scuola di pittura di Düsseldorf come Andreas Achenbach. La figura principale nella collezione di sculture è il Beethoven di Max Klinger. Una sezione a parte è dedicata alle opere di Max Klinger e Max Beckmann.
Nel campo dell'arte moderna, il museo si concentra principalmente sulla Scuola di Lipsia, con artisti come Werner Tübke, Bernhard Heisig e Wolfgang Mattheuer. Ci sono anche artisti internazionali della statura di Neo Rauch o Daniel Richter.

## Galleria d'immagini

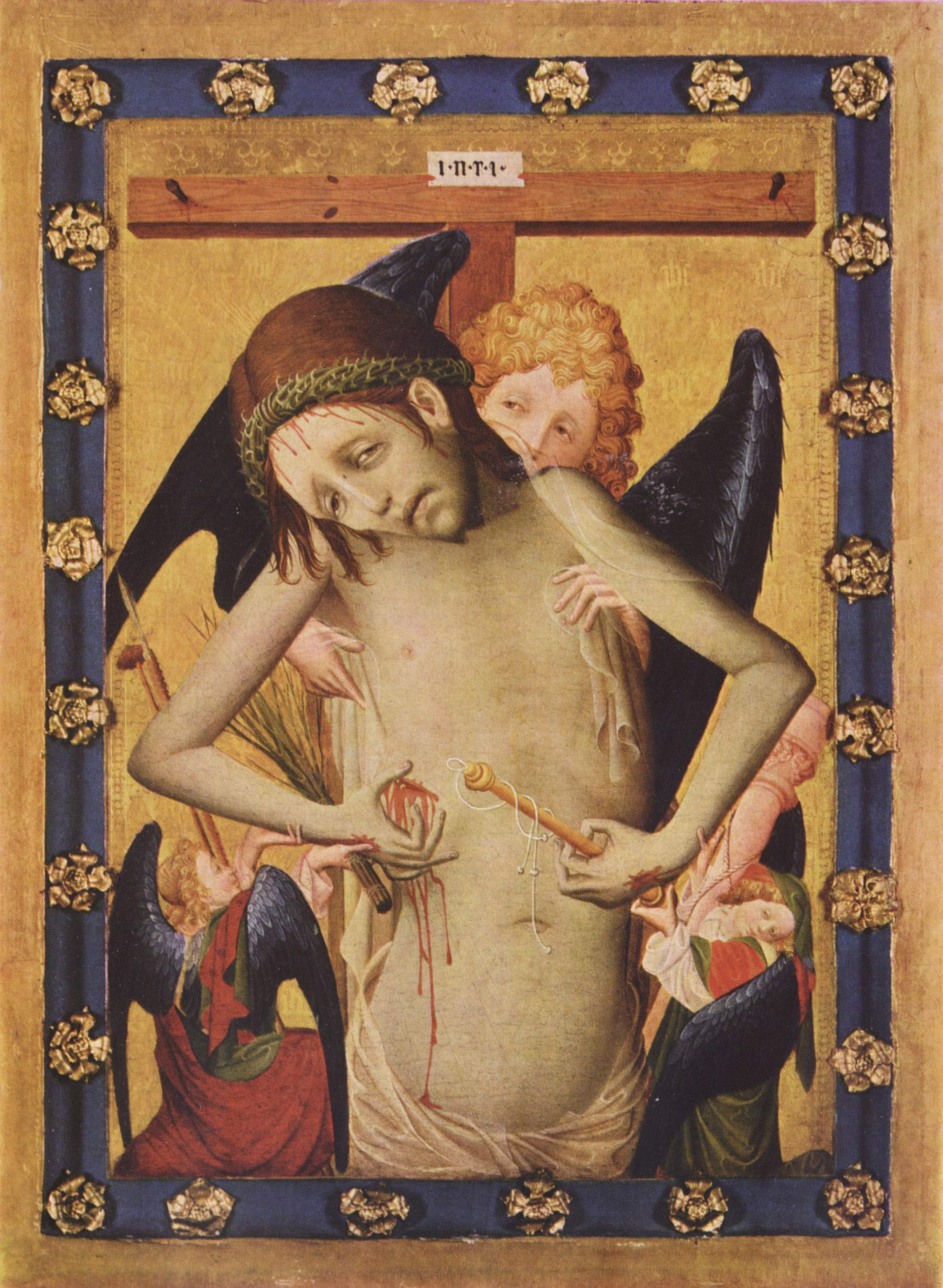
Maestro Francke, Cristo dolente, ca. 1425.
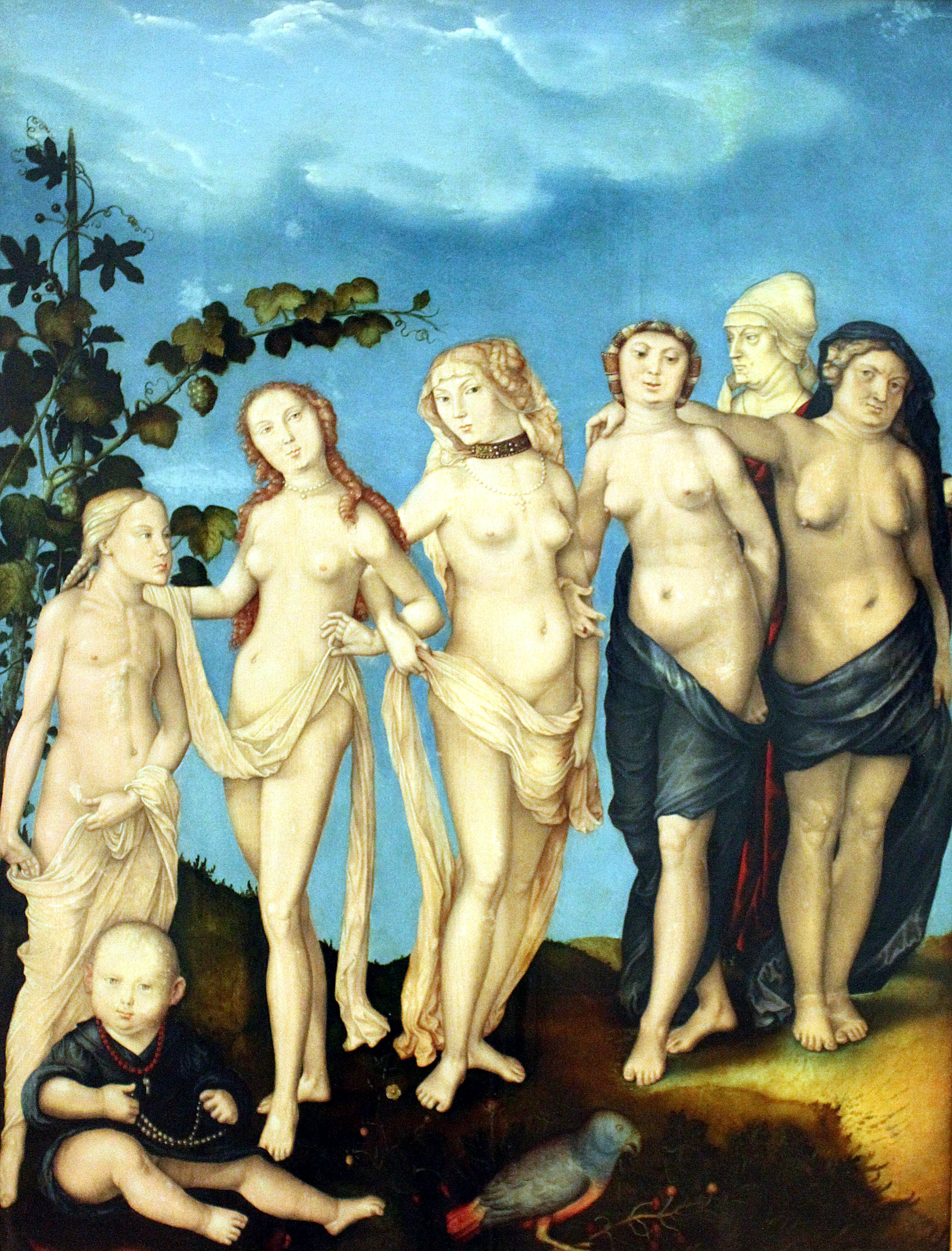
Hans Baldung, Le sette età della donna, ca. 1544.
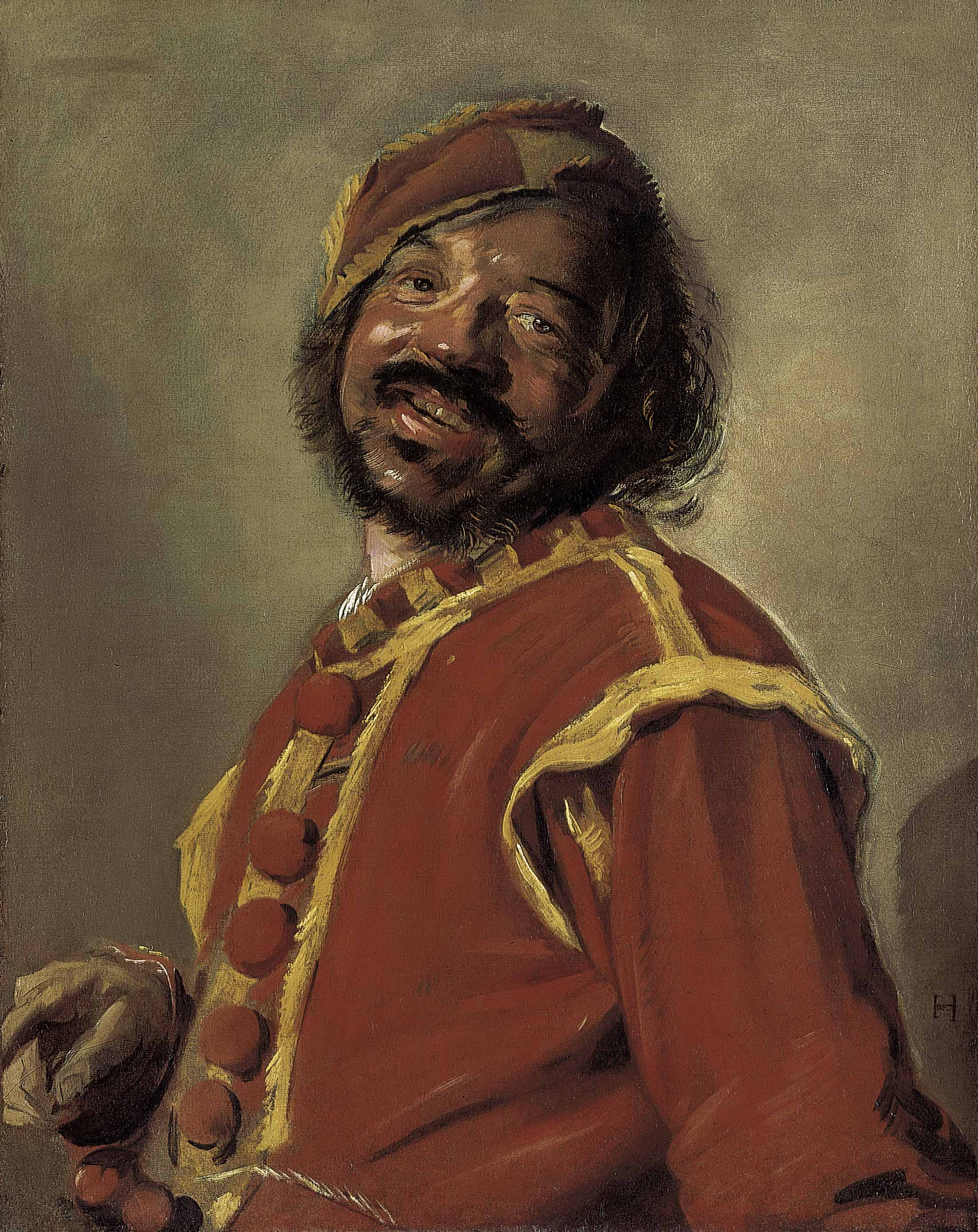
Frans Hals, Il Mulatto, 1627.
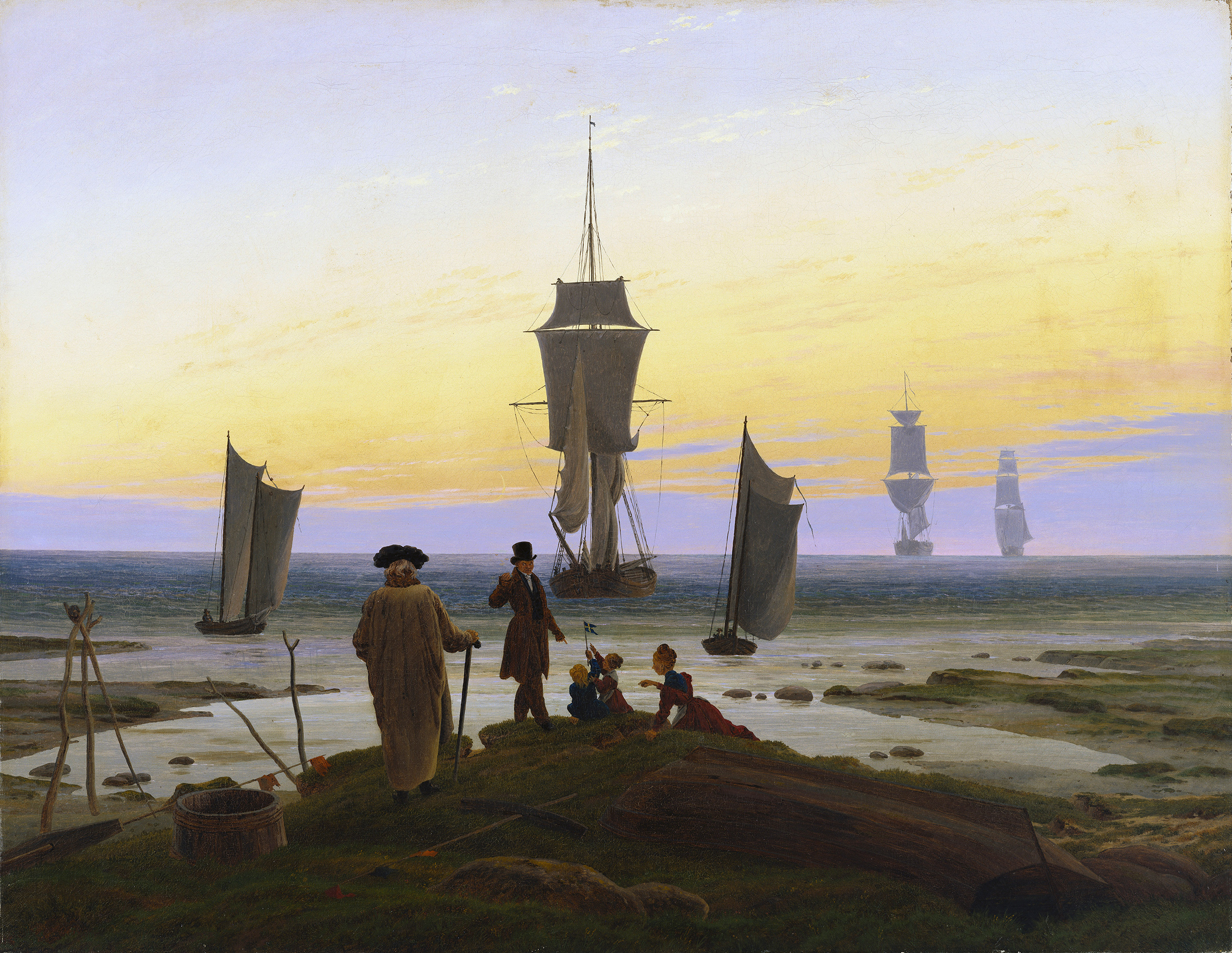
Caspar David Friedrich, Le tre età dell'uomo, 1835.
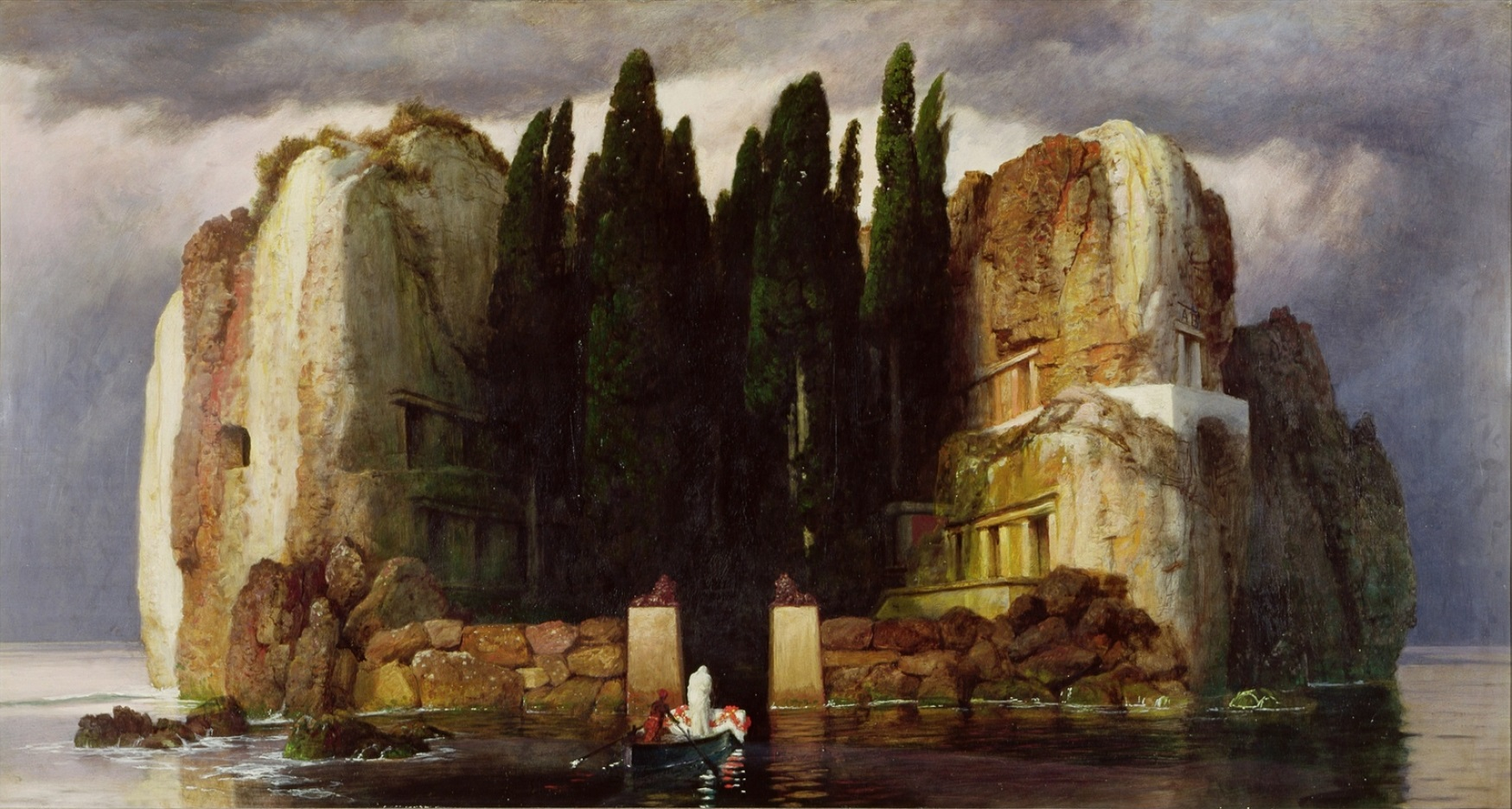
Arnold Böcklin, L'isola dei morti V, 1886.
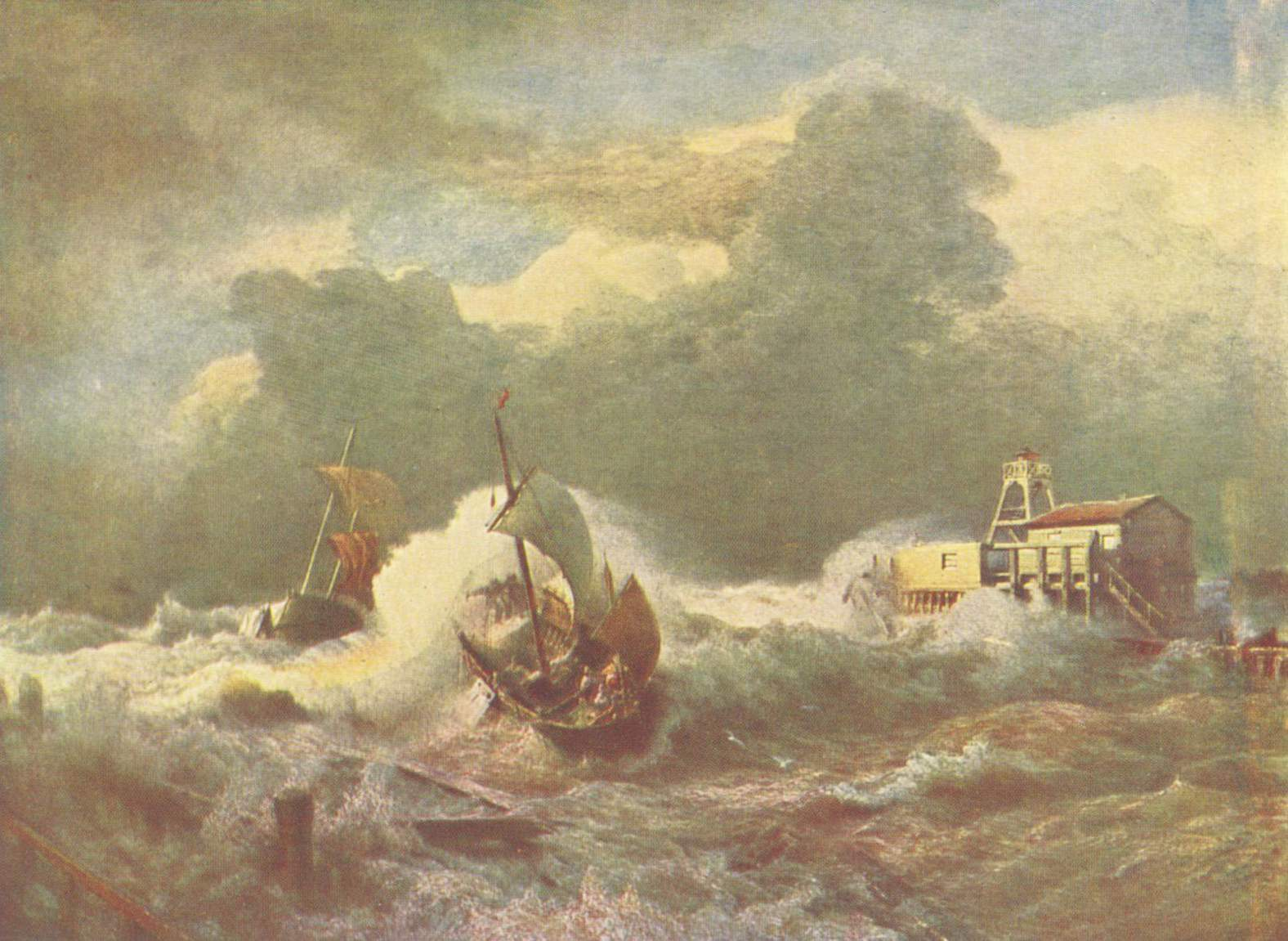
Andreas Achenbach, Faro presso Ostenda, 1887.
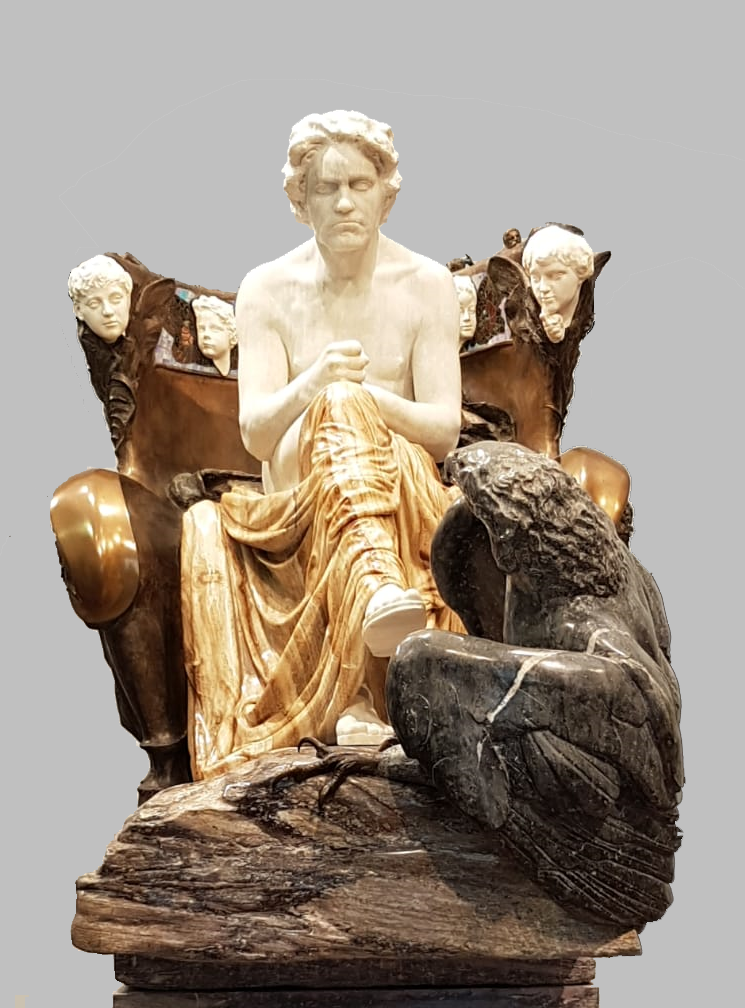
Max Klinger, Beethoven, 1902.
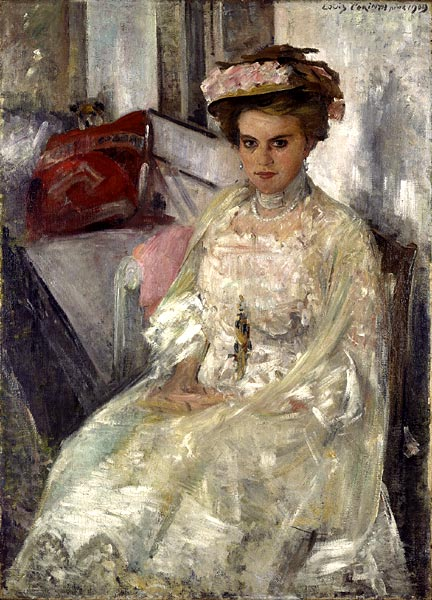
Lovis Corinth, Frau Douglas, 1909.

## La storia del museo fino all'apertura dell'edificio nuovo

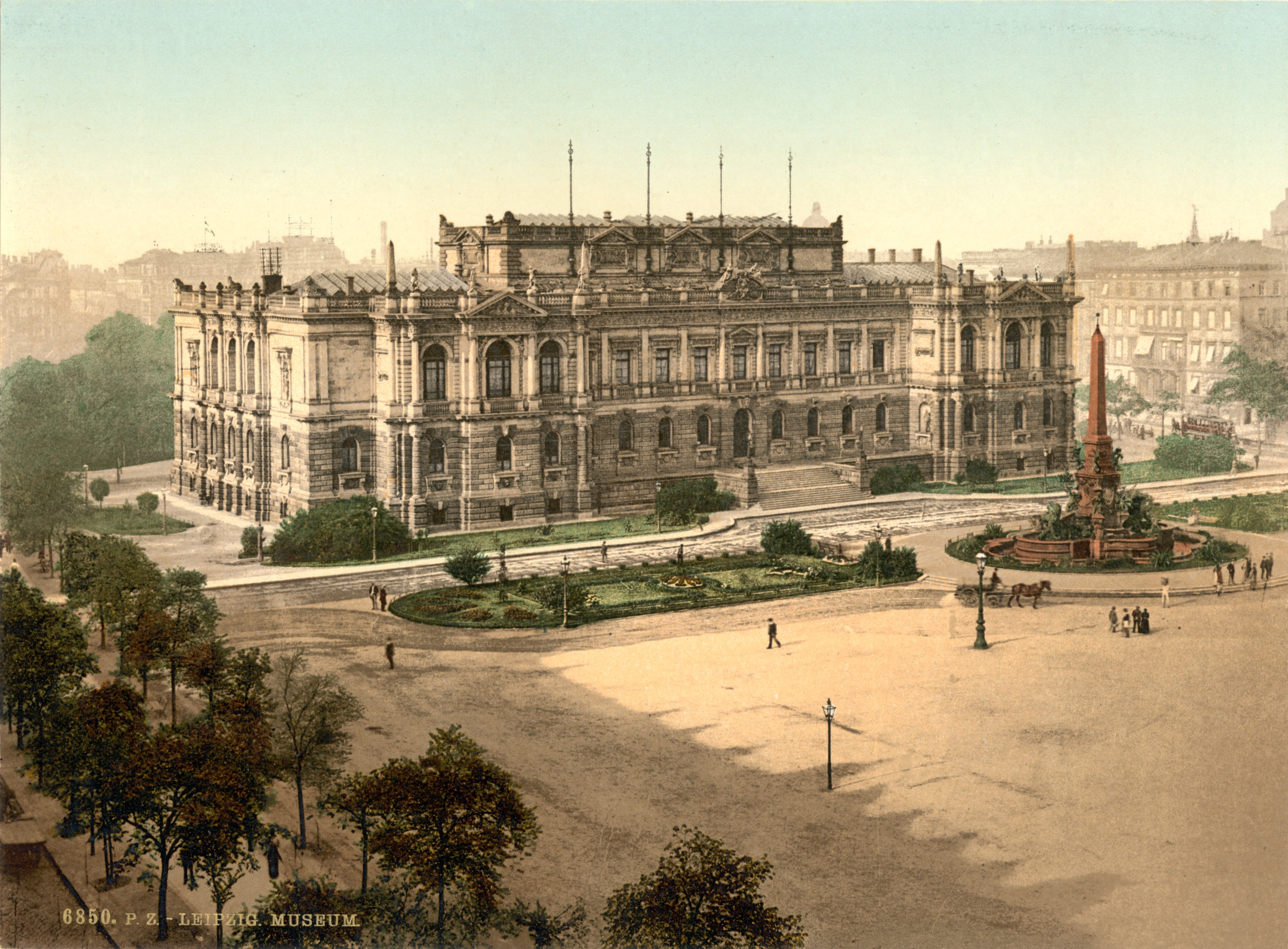
Palazzo del museo in Augustusplatz (c.1890)

Il museo risale alla fondazione dell'associazione per l'arte di Lipsia (Leipziger Kunstverein) da parte di collezionisti e mecenati di Lipsia nel 1837, che si era posta l'obiettivo di istituire un museo d'arte. Il 10 dicembre 1848 l'associazione poté aprire il "Museo Municipale" nella Prima Scuola Cittadina sul Moritzbastei. Poi, un nuovo palazzo del museo, finanziato da una fondazione, fu inaugurato il 18 dicembre 1858. Il palazzo situato in Augustusplatz (oggi nello stesso luogo si trova il Gewandhaus) è stato progettato da Ludwig Lange in stile rinascimentale italiano. Dal 1880 al 1886 il palazzo dovette essere ampliato da Hugo Licht per accogliere la collezione in costante crescita.
La notte del 4 dicembre 1943 il palazzo fu distrutto da un raid aereo nei bombardamenti sulla Germania durante la seconda guerra mondiale. Il museo iniziò una storia lunga di vari allestimenti improvvisati. Dopo che, come mostrano le fonti, parte delle collezioni superstiti si erano trasferite nei locali dell'ex Reichsbank in Petersstraße nel 1945 e, previa consultazione con la direzione amministrativa dell'ex Reichsgericht, nel 1952 nell'edificio dell'ex Reichsgericht. Dopo la decisione di trasferire il Tribunale amministrativo federale a Lipsia nel maggio 1992, il museo ha dovuto trasferirsi nuovamente in un edificio provvisorio nell'Handelshof nell'agosto 1997. La collezione poteva essere mostrata solo in misura limitata nelle disposizioni provvisorie.

## Nuovo edificio

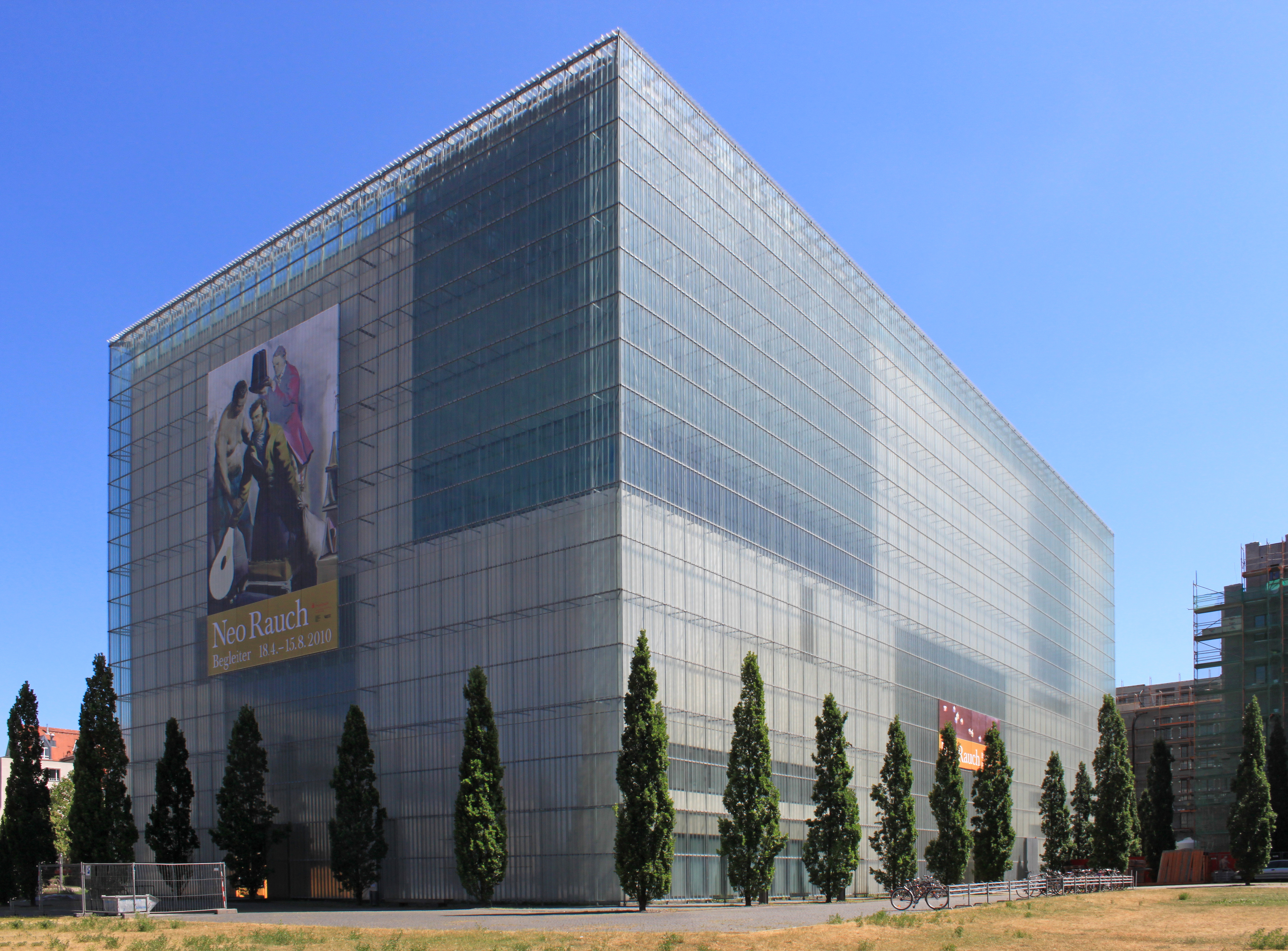
Il nuovo edificio del museo del 2004, qui come edificio solitario

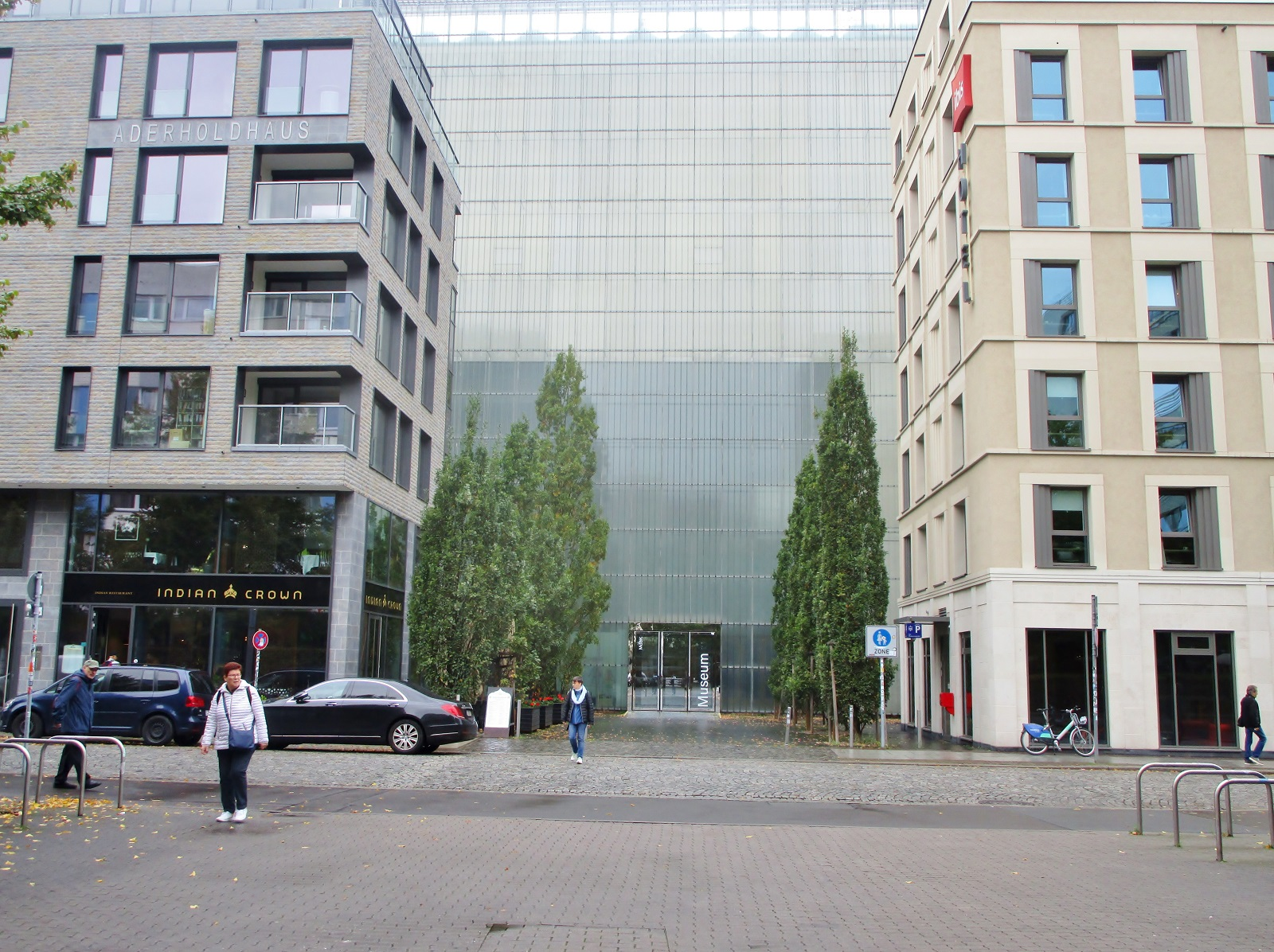
2022: Il museo fa ora parte di un nuovo distretto

A metà degli anni '90, la città di Lipsia ha deciso di dare rinnovare la sede museale. Il 4 dicembre 2004, esattamente 61 anni dopo la distruzione del palazzo del museo cittadino in Augustusplatz, è stato inaugurato il nuovo edificio del museo sull'ex Sachsenplatz. Il nuovo edificio cuboide è costato 74,5 milioni di euro. Il progetto degli architetti Karl Hufnagel, Peter Pütz e Michael Rafaelian è stato selezionato come risultato di un concorso di realizzazione a livello europeo con 532 candidature. Il cuboide, che inizialmente si ergeva solitario sulla piazza, dal 2017 è stato circondato da edifici angolari ai quattro angoli, e ora si trova più o meno all'interno di un cortile con quattro passaggi, che sovrasta gli edifici citati. Nell'isolato tra Katharinenstrasse, Brühl, Reichsstraße e Böttchergäßchen, un nuovo quartiere, il Museumsquartier Leipzig, è emerso nel corso di 15 anni.